# ماناستیریتسا (پتروواتس)
ماناستیریتسا (به صربی: Manastirica) یک منطقهٔ مسکونی در صربستان است که در پتروواتس نا ملاوی واقع شده‌است.